# 후지와라노 모로자네
후지와라노 모로자네(일본어: 藤原 師実 ふじわら の もろざね[*])는 헤이안 시대 중기부터 후기 (원정기)에 걸쳐 살은 공경이자 가인이다. 후지와라 북가, 섭정 후지와라노 요리미치의 6남이다. 관위는 종1위, 섭정, 관백, 태정대신이다.

## 약력
요리미치의 아들 가운데, 기시 소생의 아들은 정실 타카히메 여왕과 적남 미치후사 (어머니는 미나모토노 노리사다의 딸)에 대한 배려로 전원 다른 집안에 양자로 나갔지만, 모로자네의 탄생으로부터 얼마 지나지 않아, 미치후사가 급사했기 때문에, 막내인 모로자네가 섭관가의 후계자로 세워졌다.
모로자네는 양녀인 켄시/카타이코 (미나모토노 아키후사의 딸)을 시라카와 천황에게 입내시켰고, 켄시/카타이코가 천황의 총애를 받고 장남 아츠후미 친왕을 낳았기 때문에, 중궁에 책립되고, (아츠후미 친왕은 요절하지만, 후에 타루히토 친왕 (후의 호리카와 친왕)을 낳는다). 모로자네의 후궁 정책은 성공했다. 후에 숙부이자 관백인 노리미치 생전부터, 노리미치 및 사촌 형인 노부나가와 섭관ㆍ후지와라 씨장자의 지위를 둘러싸고 대립하지만, 원래 요리미치에서 노리미치로 계승될 때, "노리미치는 1대 한정으로 하고, 다음 대는 요리미치의 자녀에게 계승시킨다"라고 하는 유언이 있었고, 죠토몬인 쇼시/아키코의 감시도 있었기 때문에, 노리미치ㆍ노부나가 부자는 모로자네를 완전히 배재할 수 없었고, 반대로 노리미치가 좌대신직을 모로자네에게 양도하는 등, 유언을 실행하는 듯한 기미를 보이는 등을 하지 않으면 안되었었다. 요리미치・모로자네 집안의 권세를 깎기 위해 스스로도 타격을 입을 것을 각오하고, 고산조 천황이 시행한 엔큐의 장원정리령 시행을 사실상 용인하기도 했다.
노부나가에게 섭관의 지위를 계승시키지 못한 채, 노리미치가 사망하자, 모로자네는 좌대신으로서 이미 「이치노카미(一上)」이자 내대신인 노부나가보다 윗자리였고, 또 후지와라씨와의 관계가 희박한 동생 미야들 (사네히토 친왕, 스케히토 친왕, 섭관가에게 푸대접을 받은 산죠 겐지의 계보)이 아니라 자신과 켄시/카타이코사이에서 태어난 타루히토 친왕의 황위 계승을 바라고 있던 시라카와 천황과 협조하여 노리미치 사망 후 즉시 모로자네가 내람(섭관)ㆍ후지와라 씨장자가 되는데 성공했다. 이 체제에는 반대 세력도 있어, 노부나가의 2년에 걸친 출사 정지 등 대립은 수년에 이르렀지만, 자신을 반대하는 귀족들의 상징이 되고 있던 내대신 노부나가를 좌대신인 자신을 뛰어넘게 하면서까지 (사실상 명예직으로 되어 있었지만, 지위적으로는 좌대신보다 윗자석) 태정대신으로 유지하면서도 이치자 선지를 받음으로써 좌대신 이하의 인사를 스스로의 뜻대로 하여 권세를 굳혔다.
시라카와 천황도 모로자네에게 경의를 표하고, 원정을 시작한 뒤에도 새로운 천황의 섭정으로 돌아선 모로자네의 의향은 배려하기 뒤해 노력하였다. 실제 시라카와 상황은 원청 인사마저도 모로자네의 인선에 맡겼고, 모로자네도 상황의 딸 이쿠호우몬인이 세상을 떠났을 때, 슬픔에 잠긴 상황을 대신해 장례 준비를 하였다. 
그러나, 켄시/카타이코의 입내는 무라카미 겐지의 세력 신장을 의미했고, 또한 적남 모로미치와 모로자네 자신의 잇단 사망으로 어린 나이의 타다자네가 뒤를 이을 수 밖에 없었던 점과 호리카와 천황의 요절에 따라 섭관가가 천황의 외척 자리를 잃게 되었다. 모로자네 현역 시기에는 섭관 정치는 평안했으나, 그의 사후에 결과적으로 약화가 진행되게 되었다.
와카가 뛰어나, 『고슈이와카집(後拾遺和歌集)』 (1수) 이하의 칙찬 와카집에 16수가 들어가있고, 또한 가집으로 『교고쿠관백집(京極関白集)』이 있다. 관백을 사임한 직후인 가호 원년 (1094년)에 열린 고요인가합에서 매우 성대하여, 『고요인칠번가합(高陽院七番歌合』으로 현재에도 전해지고 있다. 또한, 비파를 미나모토노 스케미치에게, 피리를 후지와라노 무네토시에게 배워, 음악면에서도 재능을 보였다고 한다.
일기로는 『교고쿠관백기(京極関白記)』 (『고우지어기(後宇治御記)』 또는 『모로미치 공기(師実公記)』라고도 함)가 있다. 
후에, 노부나가의 딸 (양녀)을 자신의 아들 모로미치의 아내로 맞이했다.

## 관직 이력
날짜는 모두 음력표기임.
- 텐기
  - 원년 (1053년) 4월 21일：정5위하, 승전
  - 2년 (1054년)
    - 1월 7일：종4위하로 승진
    - 2월 23일：시종에 임관
    - 9월 22일：정4위하

  - 3년 (1055년)
    - 2월 23일：좌근위권중장으로 전임.
    - 12월 14일：종3위.

  - 4년 (1056년)
    - 2월 3일：오우미노켄스이를 겸임.
    - 2월 22일：정3위.
    - 10월 29일：곤츄나곤에 전임, 좌근위중정은 전처럼.

  - 6년 (1058년)
    - 1월 7일：종2위.
    - 4월 25일：곤다이다곤에 전임, 좌근위중장은 그만둠.
- 고헤이
  - 3년 (1060년) 7월 17일：내대신에 전임.
  - 5년 (1062년) 4월 22일：좌근위대장을 겸임.
  - 6년 (1063년) 1월 5일：정2위.
  - 8년 (1065년)
    - 6월 3일：종1위, 우대신으로 전임. 좌근위대장은 전처럼.
    - 12월 23일：타치바나씨 제성 선하.
- 지랴쿠
  - 4년 (1068년) 6월 14일：쿠로우도노벳토를 겸대
  - 5년 (1069년)
    - 4월 28일：를 겸임.
    - 8월 22일：좌대신에 전임. 쿠로우도노벳토, 좌근위대장, 토우구우노후는 전처럼.
- 조호 2년 (1075년)
  - 10월 13일：후지와라 씨장자 선하.
  - 10월 15일：관백 선하. 좌대신・좌근위대장은 전처럼.
  - 10월 27일, 좌근위대장 사임.
- 에이호 3년 (1083년) 1월 19일：좌대신을 사임.
- 오토쿠 3년 (1086년) 11월 26일：관백을 그만두고, 섭정 선하.
- 간지
  - 2년 (1088년) 12월 14일：태정대신 선하. 섭정은 전처럼.
  - 3년 (1089년) 4월 25일：태정대신을 그만둠.
  - 4년 (1090년) 12월 10일：섭정을 그만두고, 관백 선하. 게다가 준섭정 선하.
  - 5년 (1091년)：후지와라노 키요히라에 의해 섭관가에 첫입공 (군마 2굽).
  - 8년 (1094년) 3월 8일：관백 사임. 후임은 아들인 모로미치.
- 고와 3년 (1101년)
  - 1월 29일：출가. 법명 호가쿠 (法覚).
  - 2월 13일：사망. 향년 60세.

## 계보
- 아버지 : 후지와라노 요리미치
- 어머니 : 후지와라노 기시 - 후지와라노 요리시게의 딸
- 아내 : 미나모토노 레이시 - 후지와라노 노부이에의 양녀, 미나모토노 모로후사의 딸
  - 아들 : 후지와라노 모로미치 (1062년 - 1099년)
  - 양녀 : 후지와라노 켄시/카타이코 - 미나모토노 아키후사의 딸
  - 양녀 : 토쿠시 내친왕 - 고산조 천황의 황녀. 모로자네의 양녀가 되어 호리카와 천황에게 입내.
- 아내 : 미나모토노 요리쿠니의 딸
  - 아들 : 후지와라노 이에타다 (1062년 - 1136년) - 카사노인가의 시조
  - 아들 : 카쿠신 (1065년 - 1121년) - 어머니는 미나모토노 노리아키 (源則成)의 딸이라는 설도 있음
  - 아들 : 세이기(静意, 1069년 - 1151년)
- 아내 : 후지와라노 모토사다의 딸
  - 아들 : 후지와라노 츠네자네 (1068년 - 1131년) - 오오이노미카도가의 시조
  - 아들 : 후지와라노 요시자네 (1070년 - 1132년)
- 아내 : 후지와라노 나가나리의 딸
  - 아들 : 후지와라노 타다노리 (1076년 - 1141년) - 난바가의 시조
  - 아들 : 조우치(増智, ? - 1135년) - 어머니는 타이라노 사다치카 (平定親)의 딸이라는 설도 있음
- 아내 : 타이라노 유키치카의 딸
  - 아들 : 카쿠지츠 (覚実, 1052년 - 1092년)
- 아내 : 미나모토노 노리아키 (源則成)의 딸
  - 아들 : 닌겐 (仁源, 1058년 - 1109년) - 천대좌주 제40세
- 아내 : 타이라노 사다치카 (平定親)의 딸
  - 아들 : 토우마 (澄真, 1069년 - 1096년)
  - 아들 : 에이자네 (永実)
- 아내 : 미나모토노 아키후사의 딸 또는 미나모토노 모로카타의 딸
  - 아들 : 닌토 (仁澄, 1079년 - 1134년)
- 아내 : 후지와라노 타다토시 (藤原忠俊)의 딸
  - 아들 : 진판 (1093년 - 1174년) - 어머니가 미나모토노 레이시 또는 닌토와 동복형제라는 설이 있고, 코후쿠지 다이죠인 제3세
  - 아들 : 교겐 (1097년 - 1155년) - 어머니가 미나모토노 레이시라는 설이 있고, 천대좌주 제48세.
- 아내 : 호겐 세이엔 (清円)의 딸 도는 홋쿄 라이엔 (頼円)의 딸
  - 아들 : 켄가쿠 (玄覚, ? - 1138년)
- 생모불명의 자녀
  - 아들 : 후지와라노 타다나가 (藤原忠長)
  - 딸 : 후지와라노 모토타카의 아내